# Хочолава, Давид
Дави́д Хочола́ва (груз. დავით ხოჭოლავა; род. 8 февраля 1993, Тбилиси) — грузинский футболист, защитник.

## Игровая карьера

### Клубная
В Грузии играл в командах «Саско» (Тбилиси), «Металлург» (Рустави), «Сиони» (Болниси), «Динамо» (Тбилиси), «Колхети-1913» (Поти), «Шукура» (Кобулети). В высшем дивизионе провёл 19 матчей, в европейских кубках — 3.
В июле 2015 года заключил двухлетний контракт с украинским клубом — одесским «Черноморцем». 18 июля того же года провёл первый матч в команде «моряков» в украинской Премьер-лиге, выйдя против донецкого «Олимпика» в стартовом составе.
11 апреля 2017 года Давид Хочолава подписал с донецким «Шахтёром» контракт на пять лет. Футболист присоединится к «горнякам» с сезона 2017/18.
6 июля 2021 года официальный сайт датского клуба «Копенгаген» сообщил о подписании Давида Хочолавы. Контракт был подписан до 2025 года. По данным авторитетного портала «Transfermarkt» сумма трансфера составила 2,5 млн евро.

### В сборной
В конце августа 2016 года Хочолава получил первый в карьере вызов в национальную сборную Грузии на матч отборочного турнира к чемпионату мира 2018 года. Давид дебютировал за сборную 23 января 2017 года в товарищеском матче против сборной Узбекистана.

## Достижения
«Шахтёр» (Донецк)
- Чемпион Украины (3): 2017/18, 2018/19, 2019/20
- Обладатель Кубка Украины (2): 2017/18, 2018/19

Итого: 5 трофеев